# Коваленко, Василий Григорьевич
Василий Григорьевич Коваленко (23 февраля 1903 года, станица Константиновская, Кубанская область — 15 декабря 1972 года, Каменец-Подольский, Хмельницкая область) — советский военный деятель, полковник (1942 год).

## Начальная биография
Василий Григорьевич Коваленко родился 23 февраля 1903 года в станице Константиновская ныне Курганинского района Краснодарского края.

## Военная служба

### Гражданская война
В мае 1920 года призван в ряды РККА, после чего в составе 3-го Таманского кавалерийского полка (2-я армия, Южный фронт) принимал участие в боевых действиях в районе Жеребец, Орехов, Большой Токмак. В феврале 1921 года Коваленко уволен из рядов армии.

### Межвоенное время
В ноябре 1925 года В. Г. Коваленко повторно призван в ряды РККА и направлен в 4-й кавалерийский полк (1-я кавалерийская дивизия червонного казачества), дислоцированный в Проскурове, где в период с февраля по ноябрь 1926 года учился в полковой школе, а затем служил на должностях помощника командира взвода и старшины сверхсрочной службы.
В январе 1930 года назначен старшиной в составе 65-го дивизиона войск ОГПУ, дислоцированного в Кустанае. В сентябре того же года направлен на учёбу в Борисоглебско-Ленинградскую кавалерийскую школу в Ленинграде, после окончания которой в июле 1931 года направлен в 33-й кавалерийский полк (6-я Чонгарская кавалерийская дивизия, Белорусский военный округ), дислоцированный в Могилёве, где служил на должностях командира взвода полковой школы, командира эскадрона, начальника полковой школы, одновременно с этим в период с декабря 1936 по апрель 1937 года проходил подготовку на Краснознамённых кавалерийских курсах усовершенствования командного состава в Новочеркасске.
В октябре 1938 года направлен на учёбу в Военную академию имени М. В. Фрунзе.

### Великая Отечественная война
С началом войны Коваленко был выпущен из академии и 8 июля 1941 года назначен на должность командира 83-го кавалерийского полка в составе 54-й кавалерийской дивизии (Орловский военный округ), формировавшейся в г. Лиски Воронежской области. В конце месяца дивизия была передислоцирована в район Демянска, где вела наступательные боевые действия на холмском направлении, с 26 октября — оборонялась в районе Торжка во время Калининской оборонительной операции, а с декабря — в боевых действиях в ходе Калининской и Ржевско-Вяземской наступательных операций.
В мае 1942 года полковник Коваленко назначен на должность заместителя командира 18-й кавалерийской дивизии (11-й кавалерийский корпус), вышедшей в районе города Нелидово после рейда по тылам противника. В июле дивизия попала в окружение в районе Вязьмы, при выходе из которого назначен на должность командира этой же дивизией, однако в начале августа она была расформирована.
2 сентября назначен на должность заместителя командира 360-й стрелковой дивизии, ведшей оборонительные боевые действия в районе Рудни, а 8 октября — на должность командира 135-й стрелковой дивизии, которая во время Второй Ржевско-Сычёвской операции после форсирования реки Молодой Туд вела оборонительные боевые действия в районе Ржева. 4 января 1943 года полковник Коваленко снят с занимаемой должности и затем назначен на должность заместителя командира 158-й стрелковой дивизии, которая вскоре принимала участие в боевых действиях в ходе Ржевско-Вяземской и Смоленской наступательных операций.
19 сентября 1943 года назначен на должность командира 219-й стрелковой дивизии, принимавшей участие в ходе Духовщинско-Демидовской наступательной операции, которая вела боевые действия на полоцком направлении, а затем — в Ленинградско-Новгородской, Режицко-Двинской, Мадонской и Рижской наступательных операциях.
В апреле 1945 года дивизия под командованием В. Г. Коваленко была передислоцирована в район Бухареста (Румыния).

### Послевоенная карьера
После окончания войны находился на прежней должности.
23 октября 1945 года назначен на должность командира 49-й гвардейской стрелковой дивизии, а в июле 1946 года — на должность командира 110-го гвардейского механизированного полка (35-я гвардейская механизированная дивизия). 4 ноября 1948 года полковник Коваленко снят с занимаемой должности в связи с возникшим пожаром, который повлёк взрыв снарядов, после чего был назначен заместителем командира 168-го стрелкового полка (24-я стрелковая дивизия, Прикарпатский военный округ), а в марте 1950 года — командиром 87-м механизированным полком (24-я механизированная дивизия).
Полковник Василий Григорьевич Коваленко 6 июля 1953 года вышел в запас. Умер в городе Каменец-Подольский Хмельницкой области.

## Награды
- Орден Ленина (17.05.1951);
- Три ордена Красного Знамени (23.03.1942, 02.10.1943, 30.04.1945);
- Орден Кутузова 2 степени (29.06.1945);
- Орден Богдана Хмельницкого 2 степени (30.07.1944)
- Орден Красной Звезды (03.11.1944)
- Медали.